# Аэрация
Аэра́ция (от греч. ἀήρ — «воздух») — естественное проветривание, насыщение воздухом, кислородом (организованный естественный воздухообмен).
Аэрацией называется процесс, при котором воздух тесно контактирует с водой (жидкостью). Аэрация осуществляется распылением воды (жидкости) в воздухе или пропусканием пузырьков воздуха через воду, то есть путём непосредственного контакта воды и воздуха/кислорода. Аэрация может использоваться при насыщении воды кислородом для окисления таких веществ как железо, а также способствовать удалению из воды растворённых газов, таких как двуокись углерода или сероводород. Аэрация является основой процесса очистки стоков в биологических очистных сооружениях (аэротенках, аэрофильтрах, биофильтрах). Необходима для жизнедеятельности аквариумов. 

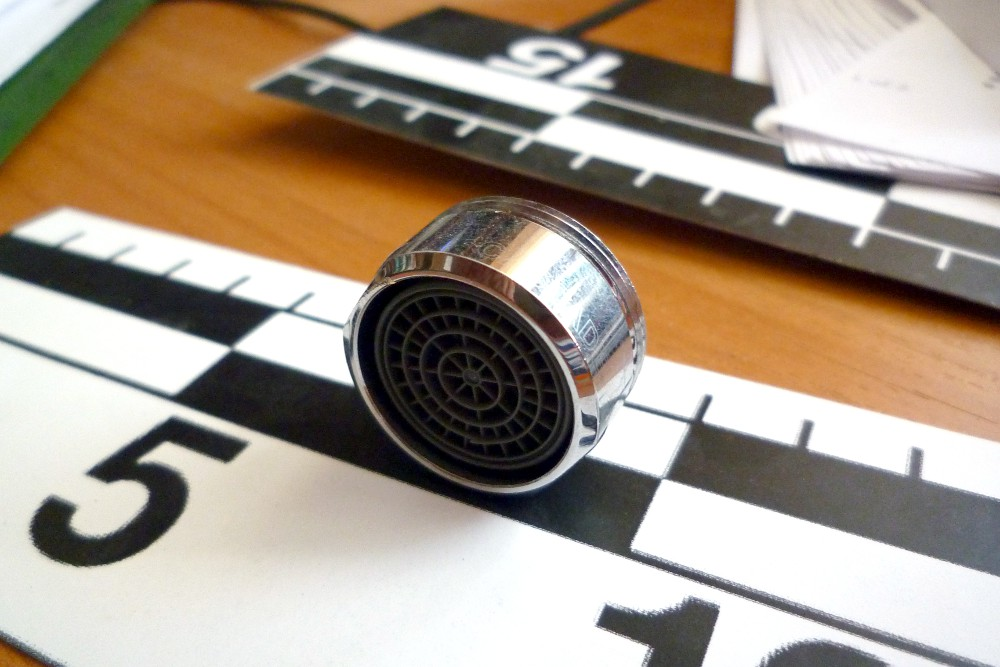
Навинчивающийся аэратор с бытового крана

В сельском хозяйстве аэрацией называется разрыхление земли специальными средствами — аэраторами — для того, чтобы обеспечить доступ кислорода к корням растений. Организмы, живущие в слое аэрации почвы и участвующие в почвообразовании, называются аэробионтами.
В сфере водоподготовки аэрация используется для удаления железа, марганца, сероводорода, летучих веществ. Применяется несколько видов аэрации:
1. Безнапорная — в открытой ёмкости. У метода множество преимуществ, таких, как простота и дешевизна, основной недостаток метода — большие габариты. Данный способ очистки предполагает забор воды в негерметичную аэрационную емкость с последующим ее распылением на форсунках. Это позволяет разделить поток воды на мельчайшие капли, которые во время полета взаимодействуют с кислородом. Таким образом, происходит процесс окисления двухвалентного железа и марганца. Дополнительное насыщение воды кислородом осуществляется за счет работы компрессора (пример такой аэрации можно наблюдать в аквариуме) или эжектора, который устанавливается перед форсунками. Окислившиеся частицы железа и марганца задерживаются на дне аэрационного бака.
2. Напорная — применяется в комбинации с компрессорами. Аэрация проводится в закрытой ёмкости под давлением, созданным первоначальным нагнетанием воды и компрессором. При подключении системы очистки к водопроводу аэрационная колонна наполняется водой, срабатывает датчик потока, компрессор начинает работать, подавая в аэрационную колонну воздух под давлением. После аэрации вода из баллона проходит через фильтр осветлитель / обезжелезиватель, на котором оседают окислившиеся частицы железа, марганца и серы. Затем вода может быть направлена на следующий этап очистки или непосредственно в водопровод и к устройствам ее потребления.
3. Инжекционная — нагнетание и смешивание воды с воздухом производится в узле Вентури.

Аэрирование — это процесс принудительного насыщения воздухом, азотом или другими газами жидких или рыхлых твердых продуктов с целью придания им новых потребительских свойств.

## Применение названия аэрация к очистным сооружениям
В русской терминологии очистные сооружения иногда даже официально называются центрами или станциями аэрации. Аэрация в процессе очистки канализационных стоков действительно имеет место. При этом она не является ни единственным, ни основным процессом, однако из всех процессов, проходящих в очистных сооружениях, имеет наиболее благозвучное название.